# Монтедио Ямагата
„Монтедио Ямагата“ е футболен клуб от Япония.
Първото име на тима е „НЕК Ямагата сокър клуб“, по името на едноименната компания за компютърни технологии. Настоящото име, носено от 1996 г. насам, идва от думите „монте“ (планина) и „дио“ (Господ).